# Оярвь
Оярвь — пресноводное озеро на территории Винницкого сельского поселения Подпорожского района Ленинградской области.

## Общие сведения
Площадь озера — 0,6 км², площадь водосборного бассейна — 3 км². Располагается на высоте 220,2 метров над уровнем моря.
Форма озера продолговатая: оно более чем на два километра вытянуто с севера на юг. Берега каменисто-песчаные, преимущественно возвышенные.
Из восточного залива озера вытекает безымянный водоток, впадающий по правому берегу в реку Саргу, впадающую в Большое Кангасозеро, из которого вытекает река Нюгумуя. Последняя впадает по правому берегу в реку Чёрную, впадающую в Палозеро, из которого, в свою очередь, берёт начало река Сондала, впадающая в реку Оять, левый приток Свири.
Населённые пункты и автодороги вблизи водоёма отсутствуют.
Код объекта в государственном водном реестре — 01040100811102000015579.